# سبخة بن زيان
سبخة بن زيان أو سبخة الملح هي عبارة عن مسطح ملحي و سهل مغطى بالملح من المياه المالحة تقع في الشمال الغربي لولاية غليزان ببلدية واد الجمعة.